# Кальдоши

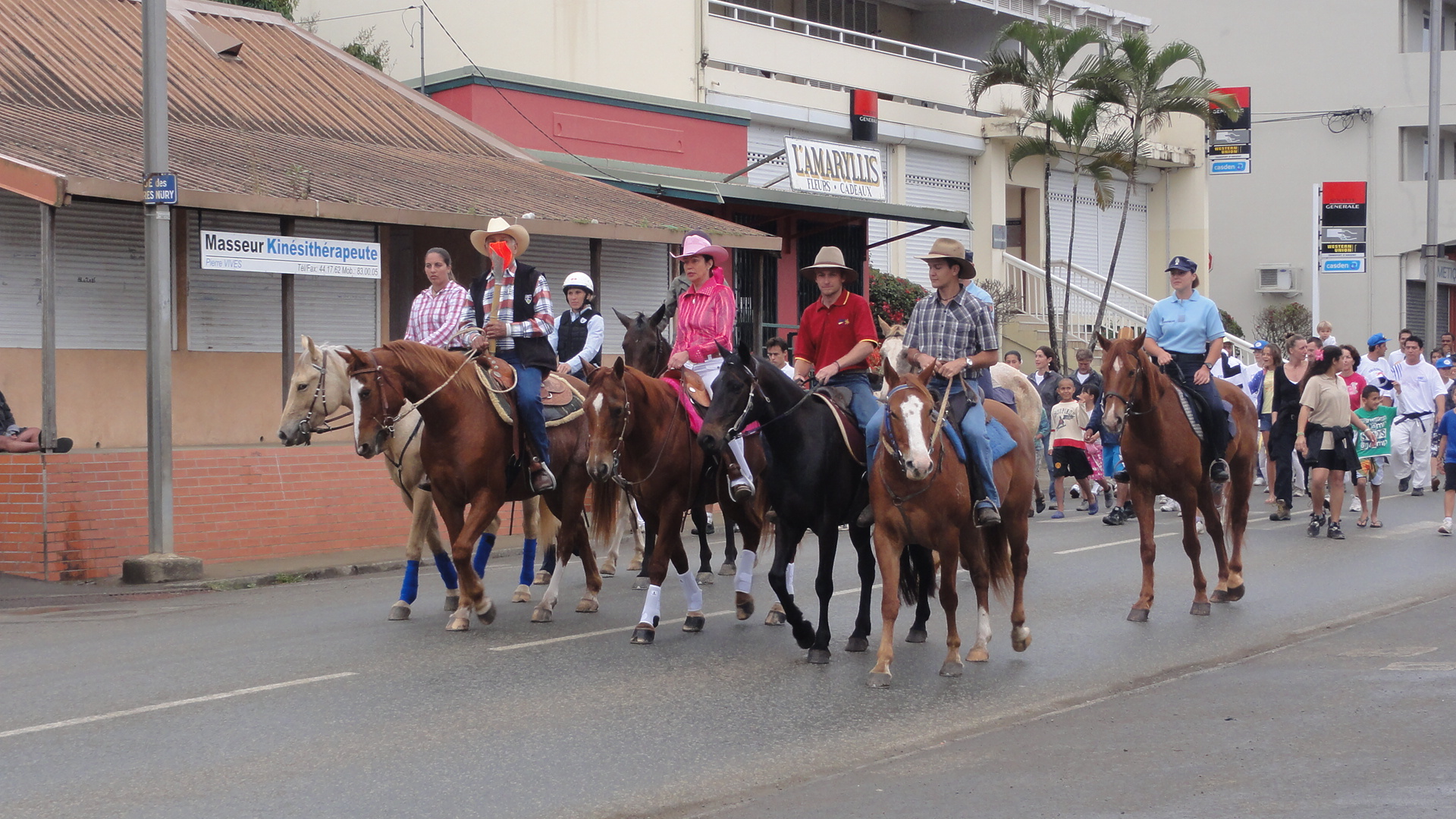
Кальдоши на лошадях

Кальдоши (фр. Les caldoches) — часть населения о. Новая Каледония (Франция), имеющая преимущественно европейское происхождение и говорящая на французском языке.

## История
Кальдошами обычно считают всех белых или метисов, родившихся на острове с момента начала французской колонизации в середине XIX века. Общее число прибывших сюда колонистов составило порядка 10 тыс. чел., среди которых преобладали французы, но были также итальянцы, немцы, англичане, англоавстралийцы, реюньонцы, которые вступали в браки с местными жителями (канаки). До половины колонистов были ссыльными заключёнными из Франции; часть из них погибла от болезней и тяжёлых условий труда, не оставив потомства. Современные кальдоши считают остров своей родиной. Тем не менее, они в большинстве своём выступают против полной независимости острова от Франции, поддерживая его современный статус sui generis.

#### Пенитенциарные колонисты
Первые 250 заключённых прибыли в Порт-де-Франс на борту лайнера «L'Iphigénie». Последние колонии-тюрьмы были закрыты в 1922 и 1931 годах.

## Современная численность
Современная численность кальдошей (по оценке на 2009 г.) составила 71 721 человек или около 29 % населения Новой Каледонии на тот момент. Проживают они в основном на более сухом юго-западном побережье острове, а также в столице, г. Нумеа, где их доля достигает почти 50 %. Помимо кальдошей на острове проживают и недавние мигранты из Франции (в основном пенсионеры), которых называют «метро» (прибывшие из метрополии).